# Fabian Beqja
Fabian Beqja (Durrës, 15 de febrero de 1994) es un futbolista albanés que juega de centrocampista en el KF Teuta Durrës de la Superliga de Albania.

## Carrera deportiva
Beqja comenzó su carrera deportiva en el KF Teuta Durrës, con el que debutó el 23 de octubre de 2013 en un partido de la Copa de Albania contra el KS Besëlidhja Lezhë.
Durante la temporada 2014-15 estuvo cedido en el Besa Kavajë.

## Carrera internacional
Beqja fue internacional sub-21 con la selección de fútbol de Albania.

## Clubes
| Club                 | País    | Año         |
| -------------------- | ------- | ----------- |
| KF Teuta Durrës      | Albania | 2013 - Act. |
| Besa Kavajë (cedido) | Albania | 2014 - 2015 |

## Palmarés

### Títulos nacionales
| Título               | Club            | País    | Año  |
| -------------------- | --------------- | ------- | ---- |
| Copa de Albania      | KF Teuta Durrës | Albania | 2020 |
| Supercopa de Albania | KF Teuta Durrës | Albania | 2020 |